# 오징어 게임 시즌 1
《오징어 게임》(영어: Squid Game 스퀴드 게임[*])은 2021년 넷플릭스에서 방영한 대한민국의 스릴러 드라마 생존 드라마이다. 9화로 구성되며 황동혁이 각본과 감독을 맡았다. 이정재, 박해수, 위하준, 정호연, 오영수, 허성태, 아누팜 트리파티, 김주령, 이유미, 이병헌, 공유 등이 출연했다.
이 시리즈는 456억 원의 상금이 걸린 의문의 서바이벌 게임에 참가한 사람들이 총 6개의 어린이 게임을 통과하고 최후의 승자가 되기 위한 죽음의 게임에 도전하는 드라마이다. 이 드라마의 제목 "오징어 게임"은 한국의 놀이 오징어 놀이에서 이름을 따왔다. 황동혁 감독은 과거 자신의 경제적 어려움과 대한민국의 계층간 차이에 기반하여 아이디어를 구상했다. 2009년에 처음 각본을 썼으나 넷플릭스가 2019년 관심을 가지기 전까지는 이 아이디어에 투자할 기업을 찾지 못했다.
2021년 9월 17일에 넷플릭스를 통해 전 세계에 방영을 시작했으며, 세계적인 관심을 받았다. 2021년 10월 1일 넷플릭스가 정식 서비스되는 국가 중에서 인도를 제외한 모든 국가에서 넷플릭스 시청률 1위를 달성했다. 그리고 2021년 10월 2일 인도에서 1위를 달성하며, 넷플릭스가 정식 서비스되는 모든 국가에서 1위를 기록한 첫 대한민국 작품이 되었다. 2021년 11월 8일, 황동혁 감독은 오징어 게임의 시즌 2를 공식화했으며 현재 사전 제작 단계임을 밝혔다.
제74회(2022년) 프라임타임 에미상 시상식에서 드라마부문 감독상, 드라마부문 남우주연상을 수상했다. 이는 각각 에미 시상식 사상 비영어권 드라마로서 최초의 기록이다.

## 줄거리
《오징어 게임》의 첫 회는 주인공 기훈이 어린 시절 친구들과 하던 오징어 놀이를 회상하는 독백으로 시작된다. 어린 기훈이 게임을 하는 모습과 함께 오징어 놀이의 규칙이 설명된 후, 장면은 현재로 전환되어 교자상에 앉아 밥을 먹고 있는 성인 기훈의 모습이 나타난다.
기훈의 어머니는 그의 교자 위에 2만 원을 올려두며 딸의 생일을 챙기라고 말하지만, 기훈은 이를 까맣게 잊고 있었다. 어머니가 자리를 비운 사이, 기훈은 몰래 어머니의 카드를 찾아낸다.
ATM에서 돈을 인출하려다 자신의 생일을 비밀번호로 입력하지만 실패하고, 어머니의 생일을 시도해도 맞지 않는다. 마지막 시도로 딸의 생일인 '0608'을 입력하자 비밀번호가 풀리고, 기훈은 이를 계기로 경마장으로 향한다.
경마장에서 기훈은 처음에는 베팅에 실패하지만, 딸의 생일 숫자에 건 말이 1등과 2등을 하며 456만 원의 상금을 얻게 된다. 환전소에서 받은 상금을 들고 그는 들뜬 마음으로 떠난다.
이후 기훈은 의문의 남자에게 어린이 게임에 참여해 큰 상금을 받을 기회를 제안받는다. 빚에 시달리던 그는 이를 수락하고, 눈을 떠 보니 알 수 없는 공간에서 자신과 같은 처지의 455명과 함께 모여 있는 것을 발견한다.
참가자들은 녹색 트레이닝복을 착용하고, 핑크색 유니폼과 마스크를 쓴 요원들의 감시를 받으며, 검은 복장의 프론트맨의 감독 아래 게임에 참여하게 된다. 곧 참가자들은 이 게임에서 탈락하면 사망에 이른다는 사실과, 사망자 한 명당 상금 1억 원이 누적되어 최종 우승자는 총 456억 원을 얻게 된다는 규칙을 알게 된다.
기훈은 어린 시절 친구 조상우 등 다른 참가자들과 동맹을 맺으며, 육체적·심리적 고통 속에서 살아남기 위한 싸움을 시작하게 된다.

## 등장인물

### 주요인물
- 이정재: 456번 성기훈 역[11] - 전직 생산직 노동자. 현재는 파트타임 대리기사이고 어머니와 함께 살고 있다. 자영업 실패로 빚에 시달리면서도 딸은 끔찍이 생각하는 못난 아빠이다. 이혼을 하고 도박에 중독된 상태이다. 결국 모든 게임에 성공하고, 456억을 가져간다.[12]우승(1위)
- 박해수: 218번 조상우 역[11] - 대기업 금융인. 서울대학교 경영학과를 나온 수재이지만 해외 선물투자 실패로 빚에 허덕인다. '성기훈'과 6번째 게임에서 맞붙었으며 '강새벽'을 죽였다. 어렸을때는 기훈과 친한 사이였다.결국 칼로 자신의 목을 찔러 자살을 한다. 준우승(2위).
- 정호연: 67번 강새벽 역[13] - 탈북자. 오직 동생과 북에 있는 어머니를 데려올 일념으로 살아간다. 5번째 게임 '징검다리'에서 살아남지만 유리조각에 의해 중상을 입고 살아남은 3명 중 '조상우'(218번)가 죽인다. 주근깨가 있다. 3위
- 오영수: 1번 오일남 역[14] 뇌종양 말기 노인. 기훈과는 알 수 없는 인연으로 항상 마주친다. 구슬치기에서 죽은 줄 알았지만 사실 게임의 주최자였다. 23위/0위
- 아누팜 트리파티: 199번 압둘 알리 역[14] - 파키스탄 출신 외국인 노동자. 손가락이 절단되고도 아내와 아이를 위해 열심히 살아간다. 구슬치기에서 조상우가 배신을 해서 죽었다. 25위
- 김주령: 212번 한미녀 역[15] - 사기 전과범. 똘끼 충만한 아줌마이다. 3단계부터 덕수에게 배신을 당하고 4단계는 병기의 탈락과 덕수의 배신으로 미참가. 5번째 게임 징검다리에서 덕수와 동반자살을 했다. 공동6위
- 위하준: 황준호 역[16] - 경찰. 잃어버린 형[a]을 찾아 험란한 섬에 스스로 뛰어든다. 29번 일꾼으로 변장하여 들어가게 된다.
- 허성태: 101번 장덕수 역[17] - 조직폭력배나 쫓기고 쫓는 폭력배다. 달면 삼키고 쓰면 뱉는다. 3단계에서부터 한미녀를 배신했으며 4단계에도 배신을 하고 5번째 게임 징검다리에서 한미녀에 의해 죽었다. 6위

### 그 밖의 인물
- 김영옥: 성기훈의 어머니 역[18] - 장사를 매일같이 한다. 오징어게임에서 이기고 돌아온 기훈이 죽어서 쓰러진 엄마를 발견했다.
- 박혜진: 조상우의 어머니 역 - 새벽의 동생을 돌봐주게 된다
- 조아인: 성가영 역 - 성기훈의 딸
- 강말금: 강은지 역[18] - 성기훈의 전처
- 이상희: 17번 도정수 역[19] - 유리공. 21번, 28번, 43번, 96번, 130번, 229번, 322번 민태, 413번, 453번과 같이 다녔다. 4단계에서 81번 또는 413번에게 승리해 4단계를 통과했다. 5단계에서 13번을 골랐다. 13번이면 통과율이 95%정도인데, 앞번호들의 트롤링이 많아서 13번인데도 앞에 유리가 4칸이나 남아있었다. 하지만, 17번 정수는 유리공장에서만 33년을 일했기 때문에 빛을 이용해 유리를 구분한다. 유리가 1칸이 남았을 때 프론트맨이 빛을 차단해서 구분할 수 없게 한다. 결국 구분이 잘 안되던 정수는 소리로 구분해 보겠다고 한다. 하지만, 구슬이 부족해 구분이 안됐고 결국 구분을 하지 못한 정수는 14번을 고른 218번 상우에게 밀려 추락사한다. 5단계 최종 탈락. 4위.
- 유성주: 111번 병기 역[20] - 의사. 의료사고로 환자를 죽인 이력이 있다. 4단계 전 진행 요원 중 몇몇과 짜고 게임을 미리 알려주는 대가로 탈락자들의 장기를 적출하여 밀매를 돕다가 발각되어 프론트맨에게 사살당해서 탈락해 한미녀가 4단계에 참가를 하지 못한다. 40위
- 윤돈선: 119번 노상훈 역 - 투표에서 중단을 강하게 원했으며, 2단계에서 세모의 눈을 찔렀다. 세모의 총을 뺏고 네모를 위협했다. 2단계 최종 탈락. 109위.
- 이유미: 240번 지영 역 - 줄다리기 때부터 새벽과 함께한다. 구슬치기에서 새벽을 위해 희생한다. 19위[21]
- 임기홍: 322번 정민태 역 - 2화에서 첫등장한다. 5단계에서 101번 덕수의 의해 추락사한다. 5단계 중 탈락. 8위.
- 박시완: 강철 역 - 새벽의 남동생

### 나머지 참가자
- 나조은: 24번 역 - 1단계 중 탈락
- 김하영: 32번 역 - 4단계 중 탈락
- 윤영균: 40번 역 - 4단계 중 탈락
- 이두석: 62번 역 - 5단계 중 탈락
- 원춘규: 66번 역 - 1단계 통과 후 미복귀
- 김윤태: 69번 역 - 4단계 통과 후 자살
- 이지하: 70번 역[22] - 4단계 중 탈락
- 박정언: 73번 역 - 스페셜 게임 중 탈락
- 김다영: 74번 역 - 스페셜 게임 중 탈락
- 장현진: 83번 역 - 4단계 중 탈락
- 정우혁: 96번 역 - 5단계 중 최초 탈락[23]
- 박선아: 107번 김미옥 역 - 1단계 중 탈락
- 홍우진: 118번 오영욱 역 - 1단계 중 탈락
- 김윤: 122번 역[주 1] - 4단계 중 탈락
- 문정대: 151번 역 - 5단계 중 탈락
- 우영택: 194번 역 - 3단계 중 탈락
- 김동현: 196번(꼰대남) 역 - 4단계 중 탈락
- 김희서: 198번 역 - 스페셜 게임 중 최초 탈락
- 현진: 209번 역 - 2단계 중 탈락
- 김서현: 244번(기도남) 역 - 5단계 중 탈락
- 김원중: 245번 역 - 3단계 중 최초 탈락
- 박지훈: 250번 역 - 1단계 중 탈락
- 민태율: 271번 역 - 2단계 통과 후 탈락
- 정미경: 274번 역 - 3단계 중 탈락
- 크리스찬 라가힛: 276번 역[24][25] - 4단계 중 탈락
- 곽자형: 278번 역 - 4단계 중 탈락
- 김동원: 303번 역 - 4단계 중 탈락
- 양미선: 306번 역 - 1단계 중 탈락
- 황연희: 308번 역 - 5단계 중 탈락
- 이한솔: 324번 역 - 1단계 중 최초 탈락
- 박종범: 357번 역 - 4단계 중 탈락
- 손원경: 360번 역 - 5단계 중 탈락
- 윤승훈: 369번 박주운 역 - 2단계 중 최초 탈락
- 고병택: 407번 역 - 5단계 중 탈락
- 양말복: 453번 역 - 5단계 중 탈락

### 주최 측 / 단역
- 허동원: 옆방 가면 역
- 윤영걸: 수술가면남1 역
- 윤주만: 수술가면남2 역
- 권유준: 대장가면 대역
- 김병철: 연설관리가면 역
- 이정준: 어린관리가면 역[26]
- 나대흠: 갑판관리가면 역
- 박건률: 화장실 가면남 역
- 최준석: 스캔가면남 역
- 마이클 존 데이비드: VIP 역[27]
- 다니엘 C 케네디: VIP 역[27]
- 데이비드 리: VIP 역[28]
- 제프리 지울리아노: VIP 역[27]
- 스테판 못: VIP 역[28]
- 마이클 데이비스: VIP 역[28]
- 김법래: 사채업자 역
- 한재혁: 기훈 동료 역
- 장재권: 가영 새아빠 역
- 표동준: 가영 동생 역
- 최재섭: 탈북 브로커 역
- 이충구: 덕수 조폭 역
- 이정헌: 은행 지점장 역
- 김경민: 경마장 남자 역
- 박상석: 개신교 전도사 역
- 송형수: 병원 의사 역
- 권유준[29]: 지하철 점퍼남 역
- 지성빈: 서빙가면남 역
- 손영순: 노파 역
- 이서환: 기훈 친구 역
- 김영선: 기훈 친구 아내 역
- 전영수: 게임안내 성우

### 특별출연
- 공유[30]: 오징어 게임(딱지치기) 브로커 역
- 이병헌: 프론트맨 역[31][주 2]

### 일본판 성우진
- 사카즈메 타카유키 : 성기훈(이정재)
- 나카가와 케이이치 : 주상우(박해수)
- 코쿠류 사치 : 강새벽(정호연)
- 이토 카즈아키 : 오일남(오영수)
- 사토 세츠지 : 압둘 알리(아누팜 트리파티)
- 코마츠 유카 : 한미녀(김주령)
- 에노키 준야 : 황준호(위하준)
- 아이자와 마사키 : 장덕수(허성태)
- 마츠카와 히로키: 병기(유성주)
- 쿠보 유리카 : 지영(이유미)
- 스와베 준이치 : 양복남(공유)

## 에피소드
오징어 게임은 한 시즌에 9개 에피소드로 구성되며 각화의 방영 시간은 32~63분 사이이다. 이 시리즈는 2021년 9월 17일 전적으로 넷플릭스를 통해 전 세계 시장에 개봉되었다.
| 번호 | 제목                  | 본 공개 날짜    |
| ---- | --------------------- | --------------- |
| 1    | "무궁화 꽃이 피던 날" | 2021년 9월 17일 |
| 2    | "지옥"                | 2021년 9월 17일 |
| 3    | "우산을 쓴 남자"      | 2021년 9월 17일 |
| 4    | "쫄려도 편먹기"       | 2021년 9월 17일 |
| 5    | "평등한 세상"         | 2021년 9월 17일 |
| 6    | "깐부"                | 2021년 9월 17일 |
| 7    | "VIPS"                | 2021년 9월 17일 |
| 8    | "프론트맨"            | 2021년 9월 17일 |
| 9    | "운수 좋은 날"        | 2021년 9월 17일 |

### 게임 목록
| #     | 게임                        | 참가자 | 탈락자 | 생존자 | 비고     |
| ----- | --------------------------- | ------ | ------ | ------ | -------- |
| 1     | 무궁화 꽃이 피었습니다      | 456명  | 255명  | 201명  |          |
| bonus | 찬반투표                    | 201명  | 0명    | 187명  |          |
| 2     | 설탕 뽑기                   | 187명  | 79명   | 108명  |          |
| SP    | 스페셜 게임 (약자 솎아내기) | 107명  | 27명   | 80명   | [ 주 3 ] |
| 3     | 줄다리기                    | 80명   | 40명   | 40명   | [ 주 4 ] |
| 4     | 구슬치기                    | 39명   | 22명   | 17명   | [ 주 5 ] |
| 5     | 징검다리 건너기             | 16명   | 13명   | 3명    |          |
| 6     | 오징어 게임                 | 2명    | 1명    | 1명    | [ 주 6 ] |

## 제작
《마이 파더》로 데뷔하여 농아학교에서 실제로 벌어졌던 성폭력에 대해 다룬 영화 《도가니》와 어느 할머니가 젊은 모습으로 돌아가면서 일어나는 일들을 코미디 형식으로 다룬 《수상한 그녀》, 병자호란 당시 암투극을 그린 영화 《남한산성》을 제작한 황동혁이 감독을 맡았다. 미술감독으로는 프로덕션 디자이너인 채경선이 발탁되었으며 세트장은 시나리오를 바탕으로 디자인되었다.
황동혁 감독은 이 작품을 본격적으로 제작으로 옮기기 10년 전에 해당 시나리오를 작성하였는데, 해당 시나리오를 작성할 당시 월가에서는 99% 시위가 이어졌다. 1%가 모든 것을 독점한 상황에서 대부분의 사람이 99%에 속하는 약자라고 생각하고 시나리오 제작에 임했다고 말했다. 오징어 게임은 다른 서바이벌 게임과 달리 게임에서 승자가 나와서 축하를 받고 끝나는 《헝거 게임》과는 다르다고 덧붙였다. 상우와 기훈이 말다툼을 하는 장면을 통해 이런 생각을 피력하기도 했는데, 상우는 죽도록 노력해서 이겼다고 하지만 기훈은 죽은 유리공 덕분에 다리 끝까지 살아서 갈 수 있었던 것이라고 말하는 장면이 바로 그 장면이다. 황동혁 감독은 "이 사회의 승자는 결국 패자들의 시체 위에 서 있는 것이고, 그 패자를 기억해야 한다"고 말했다. 오징어 게임은 루저들의 이야기라는 말도 함께했다.
한편으로 황동혁 감독이 시나리오를 작성했을 2008년에는 데뷔작인 마이 파더가 좋은 평가를 받았지만 상업적으로는 실패한 시기이기도 했다. 때문에 경제적으로 힘든 시기 속에서 어머니, 할머니와 함께 생활하며 대출을 받고 마이너스 통장에 의지해야만 생활이 유지되는 상황이었다. 만화에 빠져있기도 했는데, 그러던 중 만화 《도박묵시록 카이지》에서 빚을 진 사람들이 거액의 상금이 걸린 게임을 하는 장면을 보고 자신의 방식대로 만들어 낸 것이 《오징어 게임》이라고 밝혔다.

### 개발
2008년 즈음 황동혁 감독은 자신이 쓴 각기 다른 영화 각본에 대한 투자를 받는데 실패했고 자신과 어머니, 할머니는 국가 부채 위기 기간 중에 대출을 받아야 했다. 남는 시간에 만화방에서 배틀로얄, 라이어 게임, 도박묵시록 카이지 등의 일본 만화, 그리고 헝거 게임과 같은 생존 게임 소설을 읽는데 시간을 보냈다. 황 감독은 이러한 작품 속 캐릭터들의 상황을 자신의 현재 상황과 비교하였고 이러한 부채 해결을 목적으로 돈을 벌기 위해 생존 게임에 참여하는 아이디어를 고민하였으며 이를 계기로 2009년 해당 콘셉트로 영화 각본을 쓰게 되었다.  황 감독에 따르면 그는 삶의 극심한 경쟁처럼 극심한 경쟁을 묘사하는 현대 자본주의 사회에 관한 풍자나 우화를 담은 스토리를 쓰길 원했다. 또, 우리가 실제 생활에서 모두 마주쳤던 캐릭터들을 사용하길 바랐다. 황 감독은 당시 스토리라인이 이해하기 너무 어렵고 기이할까봐 염려했다. 황 감독은 자신의 스토리를 여러 한국 프로덕션 그룹과 배우들에게 판매하는 것을 시도했지만 너무 터무니없고 비현실적이라는 답을 들었다. 황 감독은 자신의 대본을 잠시 보류해두었다가 이후 10년에 걸쳐 범죄 영화 도가니, 시대극 남한산성 등 다른 3개의 영화를 완성하였다.
2010년대에 넷플릭스는 북아메리카 외 지역의 시청자층의 큰 성장을 보았고 한국을 포함한 다른 지역에 제작을 투자하기 시작했다. 넷플릭스의 공동 CEO 테드 서랜도스는 2018년에 해외 제작의 더 많은 성공을 강구하고 있다고 언급했다: "다음의 기묘한 이야기가 미국 밖에서 나온다면 나는 흥분이 될 것이다. 지금 당장 역사적으로 헐리우드를 제외한 어느 곳에서도 이러한 규모의 것이 나오지 않았다" 넷플릭스는 2018년에 아시아 부문을 개시하였으며 서울에 임시 임대 사무 공간을 운영하는 동안 황 감독은 자신의 대본을 가져가 이들에게 주의를 끌었다. 넷플릭스의 아시아 지역 콘텐츠를 맡던 김민영은 남한산성 등의 다른 영화를 통해 황 감독의 재능을 알아보았고 오징어 게임의 대본을 살펴본 뒤 서비스의 필요성을 인식하였다. 김민영에 따르면 전통적으로 제작하던 것과는 차별화된 쇼를 찾고 있었으며 오징어 게임이 바로 그것이었다고 언급했다. 넷플릭스는 2019년 9월 황 감독의 작품을 오리지널 시리즈로 제작할 것을 발표하였다. 넷플릭스의 글로벌 텔레비전 오퍼레이션스 책임자 벨라 바자리아는 황 감독의 작품에 관심을 가졌고 대담한 비전을 가진 인정받는 감독을 얻었기 때문에 한국에서 크게 될 것이란 것을 알고 있었으며 또, K드라마는 아시아 지역에 잘 통한다고 언급하였다. 황 감독이 프로젝트로 복귀하게 된 계기는 당시보다 10년이나 흐른 세계는 믿기 어려울 정도의 생존 스토리가 잘 맞아떨어지는 장소로 변모했기 때문이라면서, 이러한 스토리가 큰 흥미를 줄만하고 현실적으로 받아들여질 시기로 생각했다고 말했다. 황 감독은 더 나아가 2020년과 2021년의 코로나19 범유행이 대한민국의 계층 간 경제적 불평등에 영향을 주었다고 믿었으며 이 모든 요소들이 10년 전에 비해 이야기가 사람들에게 더 실질적으로 다가왔다고 언급하였다.
넷플릭스의 요청에 따라 이 영화의 콘셉트는 9개 에피소드 시리즈로 확장되었다. 김민영은 120분 분량 포맷의 각본보다 더 많은 분량이었으며 시리즈로 전환하기 위해 함께 작업했다고 언급하였다. 황 감독은 사람들 간의 관계, 그리고 사람들 각각이 가졌던 스토리에 초점을 둠으로써 각본을 확장할 수 있었다고 언급했다. 처음에 넷플릭스는 황 감독이 제시한 "오징어 게임" 대신 "라운드 식스"(Round Six)라는 시리즈 이름을 사용했다. 넷플릭스의 부사장에 따르면 오징어 게임이라는 이름이 어린이 게임에 대한 한국 시청자 관점에서 친숙하겠지만 수많은 사람들이 알아듣지 못할 것이며 라운드 식스가 경쟁의 본연을 직접 나타낼 것으로 보았다. 제작이 계속되면서 황 감독은 서비스 이름을 "오징어 게임"으로 대신 사용할 것을 밀어붙였으며 김민영은 이 수수께끼같은 이름과 고유한 비주얼이 호기심많은 관객들을 사로잡는데 도움을 주었다고 언급했다. 황 감독이 이 시리즈를 썼던 당시 그의 목표는 미국에서 넷플릭스에서 가장 많이 시청한 드라마로 최소 1일이라도 도달하는 것이었다.

### 각본
황 감독은 이 작품을 "루저들의 이야기"로 설명하였다. 등장인물의 이름 - 성기훈, 조상우, 일남은 모두 황 감독의 어린 시절 친구들에 기반을 둔 이름이며, 등장인물 이름 황준호 또한 황인호라는 이름의 자신의 형과 함께한 어린 시절 실제 친구이기도 했다. 두 명의 캐릭터 기훈과 상우는 황 감독의 개인적 경험에 기반을 두었으며 자신의 2가지 면을 표현하였다. 기훈은 서울 쌍문동의 경제적으로 불우한, 홀로인 어머니에 의해 자라난 동일한 면을 공유하였으며 상우는 황 감독의 가족과 이웃으로부터 높은 기대와 함께 서울대학교를 다닌 것을 반영하였다. 더 나아가, 기훈의 배경은 쌍용차를 연상시키는 드래곤 모터스 해고자로 나온다.

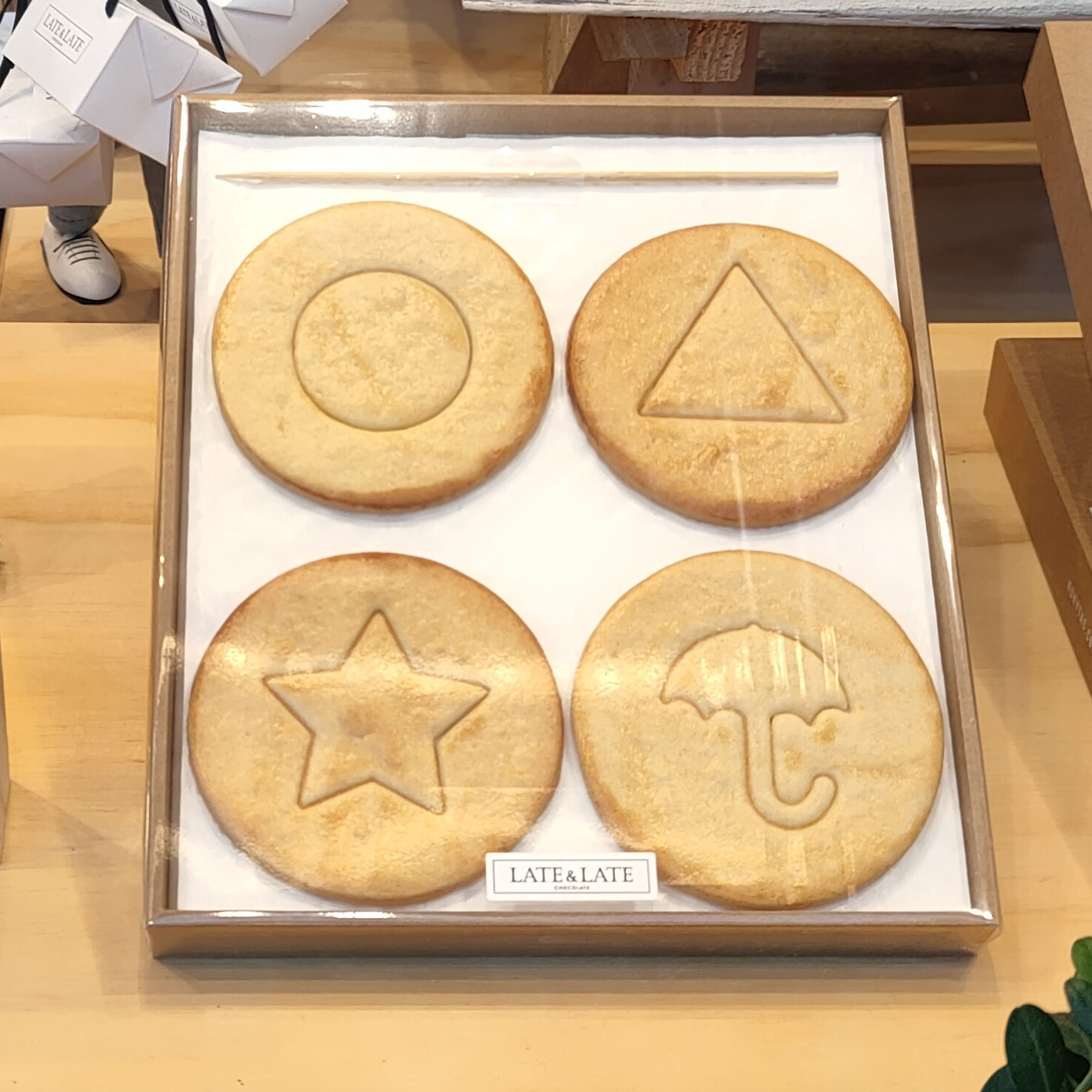
한국의 길거리 음식 달고나. 드라마의 3화에 나온다. 참가자는 안쪽 모양을 정확히 분리해내야 했다.

황 감독은 자신의 어린 시절의 한국 놀이의 이야기를 기반으로, 경쟁이 중요하지 않은 어린이 게임이 극심한 인생적 경쟁이 되는 아이러니를 표출했다. 또, 초기 대본이 영화용으로 고안되면서, 복잡한 규칙의 게임을 사용하는 다른 생존형 영화들과 달리 설명하기 쉬운 단순한 규칙의 어린이 게임을 사용하게 되었다. 그가 선택한 중심이 되는 게임 오징어 놀이는 1970년대와 1980년대에 한국 어린이들의 대중적인 게임이었다. 황 감독은 오징어 게임을 어린 시절 본인이 가장 좋아하고 즐겼던 가장 육체적으로 공격적인 어린이 게임으로 회상했다. 이로 인해 오늘날 경쟁사회를 반영하는 가장 상징적인 게임이어서 이 드라마의 제목을 "오징어 게임"으로 선정하게 되었다고 하였다. 무궁화 꽃이 피었습니다 게임이 선정된 이유는 잠재적으로 단번에 수많은 실패자들을 만들기 위한 것이었다. 황 감독은 이 게임이 선정된 이유로 임의로 움직이고 멈추는 수많은 사람들로 채워진 장면이 우스꽝스럽게 보일 수 있지만 슬픈 그룹 댄스로 보였기 때문이었다고 언급했다. 황 감독은 달고나 뽑기 게임이 마치 넷플릭스의 시리즈 킹덤의 갓의 판매량이 상승한 것처럼 달고나의 판매량에 영향을 줄 것이라고 농담했다. 달고나를 핥아서 모양을 분리시키는 일은 황 감독이 어렸을 때 자신이 했던 것으로, 이를 대본에 담았다. 황 감독은 "공기놀이", "동, 동, 동대문", "우리 집에 왜 왔니?"와 같은 다른 한국 어린이 게임들을 고려했다.
황 감독은 자신이 직접 시리즈 전체의 각본에 기여했으며 처음 2화를 혼자 쓰는데 약 6개월의 시간이 소요되었다. 그 이후는 친구들의 도움을 구했다. 또, 황 감독은 육체적으로, 또 정신적으로 고갈되었던 드라마 준비 문제를 언급하면서 시즌 1을 만드는 동안 6개의 이빨이 빠졌다고 이야기했다. 황 감독은 이 에피소드들을 완성한 이후 후속작에 대해 처음에는 확신을 두지 않았으나, 잠재적으로 후속작을 염두에 두는 엔딩을 썼다.

### 캐스팅
황 감독은 기훈 역으로 이정재를 캐스팅하기로 결정한 이유로 "그의 이전 역할에서 그려진 카리스마적 이미지를 망가트리고 싶어서"라고 언급했다. 정호연의 경우 매니지먼트 기업을 통해 시리즈를 위한 오디션 동영상을 보내달라고 요청을 받았는데, 당시 그녀는 멕시코에서 촬영을 마치면서 뉴욕 패션 위크를 준비할 때였다. 이것이 배우로서 첫 오디션이었고 기대치가 낮았기 때문에 황 감독은 뉴욕으로부터 온 그녀의 오디션 테이프를 본 즉시 바로 우리가 원하는 역할이라고 마음 속으로 생각했다. 그녀가 길들여지지 않은 말처럼 야생적이고 자유로워 보인 점이 황 감독의 첫 인상이었다. 알리 압둘 캐스팅의 경우 황 감독은 한국에서 훌륭한 외국 배우를 찾는 것이 힘들었다고 언급했다. 감정을 자극하는 연기 능력과 한국어의 유창함 덕에 아누팜 트리파티를 선정했다. 공유와 이병헌은 황 감독과 이전 영화에서 각각 도가니와 남한산성을 통해 함께한 적이 있으며 황 감독은 그 둘에게 오징어 게임 작품의 작은 역할로 등장해줄 것을 요청했다. VIP들은 아시아에 살고있는 비한국인 배우들 중에 선정되었다. 준호와 소통한 VIP역을 맡은 제프리 지울리아노의 경우 반도라는 영화에 출연한 적이 있었고 이것이 오징어 게임 출연으로 이어진 계기가 되었다.
이 드라마 시리즈의 캐스팅은 2020년 6월 17일 완료되었다.

### 의상, 세트 디자인, 촬영
이 시리즈의 제작과 촬영은 2020년 6월에서 10월 사이 진행되었으며 여기에는 코로나19 범유행으로 인한 의무적인 1개월 휴식 기간이 포함된다. 도시 경관은 대전에서 촬영되었으며, 섬 세트장은 옹진군에 위치한 선갑도에서 촬영되었다.

본편에서 등장하는 게임 중 하나인 오징어 게임의 게임판.

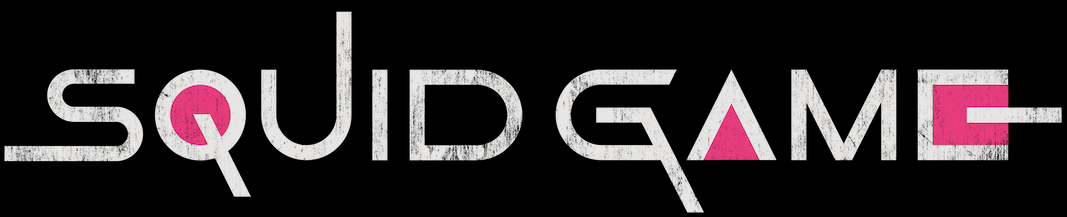
오징어 게임의 영어 로고에도 원, 삼각형, 사각형이 들어있다.

넷플릭스가 작품의 대상을 전 세계 시청자들에 두고 있지만 시각적인 부분이 강조되어 있고 어린이 게임 규칙 중 일부는 언어 장벽에 대한 잠재적 문제를 피하기 위해 단순화되었다. 다채로운 세트와 의상은 판타지 세계와 같이 보이도록 디자인되었다. 참가자들과 요원들은 각기 구별되는 색의 의상을 입음으로써 두 그룹 간 차이를 명확히 했다. 참가자들이 입은 녹색 트레이닝복은 1970년대 운동복에서 착안된 것이다.
미로와 같은 복도와 계단들은 Relativity를 포함한 마우리츠 코르넬리스 에셔의 4차원 계단 그림 작품들로부터 영향을 받았다. 미술감독 채경선은 겉으로 보기에는 무한의 계단들이 참가자들의 구속의 한 형태를 보여주었다고 언급했다. 게임 무대, 숙소, 행정실 간 복잡한 터널망은 개미 집단에서 착안되었다. 드라마에 나오는 녹색과 핑크색 테마는 1970년대와 1980년대의 한국 학교들의 일반적인 테마였다.
채경선에 따르면 참가자들의 숙소는 "도로에 버려진 사람들"의 개념을 상상한 것이다. 이 개념은 줄다리기 게임에도 사용되었다. 방은 흰 타일, 그리고 차량 전용 터널과 같은 곡선형 통로를 사용하여 디자인되었다. 침대와 계단은 처음에 창고 선반과 같이 배치되었으나 에피소드가 진행되면서 가구가 임시방편의 방어물로 사용되었고 망가진 사다리와 계단의 모습은 참가자들이 밖으로 나갈 수 없는 속박의 장소로 묘사되었다. 8화의 저녁식사 장면은 주디 시카고의 더 디너 파티 예술 작품의 영향을 받았다. 게임이 진행되는 벽들은 르네 마그리트의 빛의 제국 시리즈의 영향을 받은 하늘로 페인트칠되었다.
직원들은 구슬치기 게임의 세트장을 구성하는데 대부분의 시간을 보냈다. VIP 룸은 마지막으로 설계된 것들 가운데 하나이다.
대부분의 세트는 실제 세트와 크로마 키 배경을 혼합한 구성을 취했다. 예를 들어 징검다리 건너기 장면에서 세트는 지상 위에서 단지 1.5미터 떨어져있을 뿐이었으나 크로마 키 화면을 사용하여 후반 작업에서 높이를 시뮬레이션 처리하였다. 촬영 당시 1.5미터라는 높이는 배우들을 충분히 긴장하게 만드는 요소였다. 줄다리기 세트는 실제로 지상 10미터 이상에서 촬영되었으며 배우들 중 일부는 높이에 대한 공포를 느꼈다.
첫 번째 게임인 무궁화 꽃이 피었습니다는 1970년대와 1980년대 골목길에서 아이들이 하던 같은 이름의 놀이였다는 점에 착안하여 채경선 미술감독은 당시 교과서의 영희 일러스트를 참고하여 인형을 제작하였다. 촬영 이후 해당 인형은 충청북도 진천군에 소재하고 있는 마차박물관체험마을에 전시되었다.

### 음악
과거에 영화 기생충의 사운드트랙을 작곡한 정재일은 오징어 게임의 음악을 감독하고 작곡하였다. 음악이 지루해지는 것을 막기 위해 정재일은 다른 두 명의 작곡가의 도움을 구했다: 박민주, 김성수(작곡가로 일할 때 "23"이라는 활동명을 사용하는 뮤지컬 음악감독)
2개의 클래식 음악 작품이 게임 참가자 순서의 일부로서 드라마에 사용되었다: 요제프 하이든의 트럼펫 협주곡은 참가자를 깨우기 위해 사용되었다. 요한 슈트라우스 2세의 아름답고 푸른 도나우는 새로운 게임의 시작을 알리기 위해 사용되었다. 루트비히 판 베토벤의 교향곡 5번은 VIP 라운지의 배경음에도 사용되었다. 정재일이 편곡하고 한국의 아티스트 신주원이 노래를 부른 Fly Me to the Moon의 커버곡이 1화 "무궁화 꽃이 피었습니다" 게임에 사용되었다. 신주원에 따르면 황 감독은 게임 내 참가자들의 잔혹한 살인과 노래의 낭만적이고 아름다운 가사와 멜로디 간 대비를 원했다.
어린이가 즐기는 오징어 게임을 수반하는 노래 "Way Back Then"의 경우 정재일은 레코더와 캐스터넷 등 초등학교 시절 연주했던 악기들을 사용하기를 원했다. 노래의 리듬은 대한민국에서 누군가를 응원하기 위해 보통 사용되는 3-3-7 박수 리듬에 기반을 둔다. 정재일 자신이 직접 연주한 레코더는 경미한 "비프음"이 있는데 의도한 것은 아니었다. 노래 "Round VI"는 부다페스트 스코링 오케스트라에 의해 연주되었다.
사운드트랙은 2021년 9월 17일 발매되었다.
| #            | 제목                               | 작곡         | 아티스트     | 재생 시간 |
| ------------ | ---------------------------------- | ------------ | ------------ | --------- |
| 1.           | 〈Way Back then〉                  | 정재일       | 정재일       | 2:31      |
| 2.           | 〈Round I〉                        | 정재일       | 정재일       | 1:19      |
| 3.           | 〈The Rope Is Tied〉               | 정재일       | 정재일       | 3:18      |
| 4.           | 〈Pink Soldiers〉                  | 23           | 23           | 0:38      |
| 5.           | 〈Hostage Crisis〉                 | 23           | 23           | 2:22      |
| 6.           | 〈I Remember My Name〉             | 정재일       |              | 3:13      |
| 7.           | 〈Unfolded…〉                      | 정재일       |              | 2:38      |
| 8.           | 〈Needles and Dalgona〉            | 박민주       |              | 3:44      |
| 9.           | 〈The Fat and the Rats〉           | 박민주       |              | 1:52      |
| 10.          | 〈It Hurts So Bad〉                | 정재일       |              | 1:13      |
| 11.          | 〈Delivery〉                       | 23           |              | 4:55      |
| 12.          | 〈Dead End〉                       | 23           |              | 5:25      |
| 13.          | 〈Round VI〉                       | 정재일       |              | 5:54      |
| 14.          | 〈Wife, Husband and 4.56 Billion〉 | 정재일       |              | 4:26      |
| 15.          | 〈Murder Without Violence〉        | 박민주       |              | 1:53      |
| 16.          | 〈Slaughterhouse III〉             | 정재일       |              | 8:16      |
| 17.          | 〈Owe〉                            | 정재일       |              | 2:26      |
| 18.          | 〈Uh…〉                            | 정재일       |              | 3:38      |
| 19.          | 〈Dawn〉                           | 정재일       |              | 6:41      |
| 20.          | 〈Let's Go Out Tonight〉           | 정재일       |              | 3:27      |
| 총 재생 시간 | 총 재생 시간                       | 총 재생 시간 | 총 재생 시간 | 69:49     |

## 마케팅

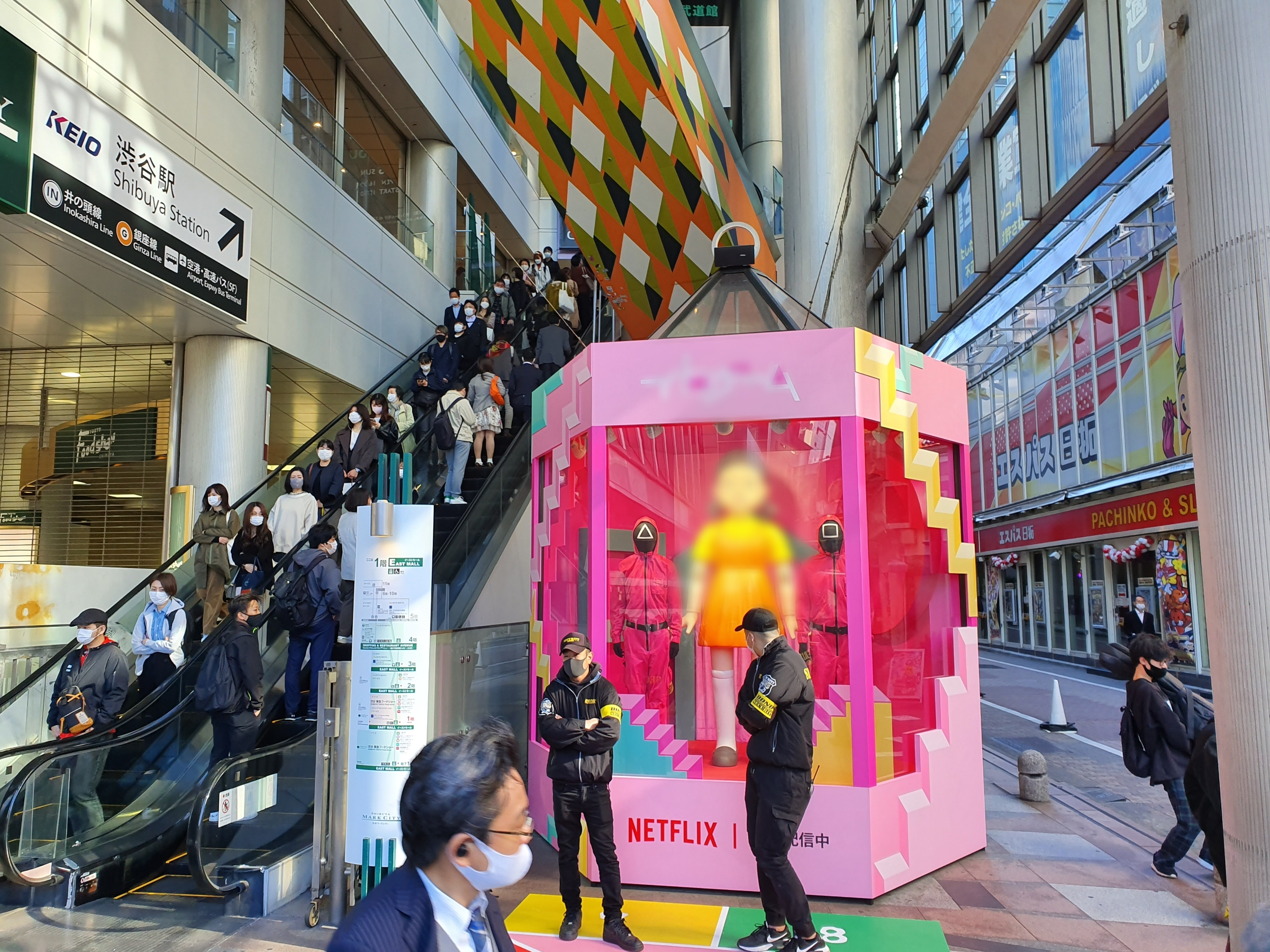
일본 시부야의 오징어 게임 프로모션 이벤트

필리핀에서 드라마에 사용된 복제 인형이 2021년 9월 케손시티 오티가스 애비뉴에 전시되었다.
더 완전한 세트 복제물이 서울 이태원역에 전시되었다. 그러나 이 전시는 코로나19 검역 규제 문제로 일찍이 문을 닫았다.
오징어 게임 팝업 스토어가 10월 2일과 3일 프랑스 파리에서 문을 열었으며 달고나의 모양을 1분 30초 안에 올바른 모양으로 분리해낸다면 1개월 무료 넷플릭스 구독권을 받을 수 있었다.
네덜란드에서 넷플릭스는 마스트리흐트와 로테르담에서 사람들이 무궁화 꽃이 피었습니다 게임을 즐길 수 있는 자체 오징어 게임을 주최했다. 복제 인형이 전시되었으며 직원들의 복장은 요원 옷이었다. 승리자는 오징어 게임 기념품을 수여받았다. 이 행사는 수백 명의 사람들을 끌어모았다.
뉴욕 한복판에서 오징어 게임 속 놀이를 따라하는 '오징어 게임과 함께하는 뉴욕 속 한국여행’이라는 테마로 행사를 열기도 했다.
2021년 10월, 헐리우드 리포터는 넷플릭스 아시아의 경영진 김민영을 인터뷰했으며, 그는 이 기업이 잠재적인 비디오 게임 각색 시리즈를 주의깊게 살피고 있다고 언급하였다.
또한 삼양라면의 인기도 매우 높아진 것으로 드러나고 있어, 오징어 게임의 마케팅을 더 확장하려는 의도로 풀이하고 있다.

## 반응

### 평론가의 반응
이 드라마는 평론가들로부터 좋은 평가를 받았다.
리뷰 애그리게이터 로튼 토마토에서 이 시리즈는 62개 리뷰에 기반하여 94%의 승인 평점을 받았다. (8.20/10) 이 웹사이트의 평론가들의 하나같은 의견은 다음과 같다: "오징어 게임의 수그러들지 않는 잔인함은 심약자를 위한 것은 아니지만 날카로운 사회적 비판과 놀라울 정도로 부드러운 속내는 시청자들로 하여금 심지어는 손가락들로 눈을 일부 가리며 보면서도 화면에 더 열중하게 하였다."
메타크리틱에서는 이 시리즈의 평점이 13명의 평론가들에 기반한 100점 만점에 69점으로, "대체적으로 호의적인 평가"를 받았다.

### 대중의 반응

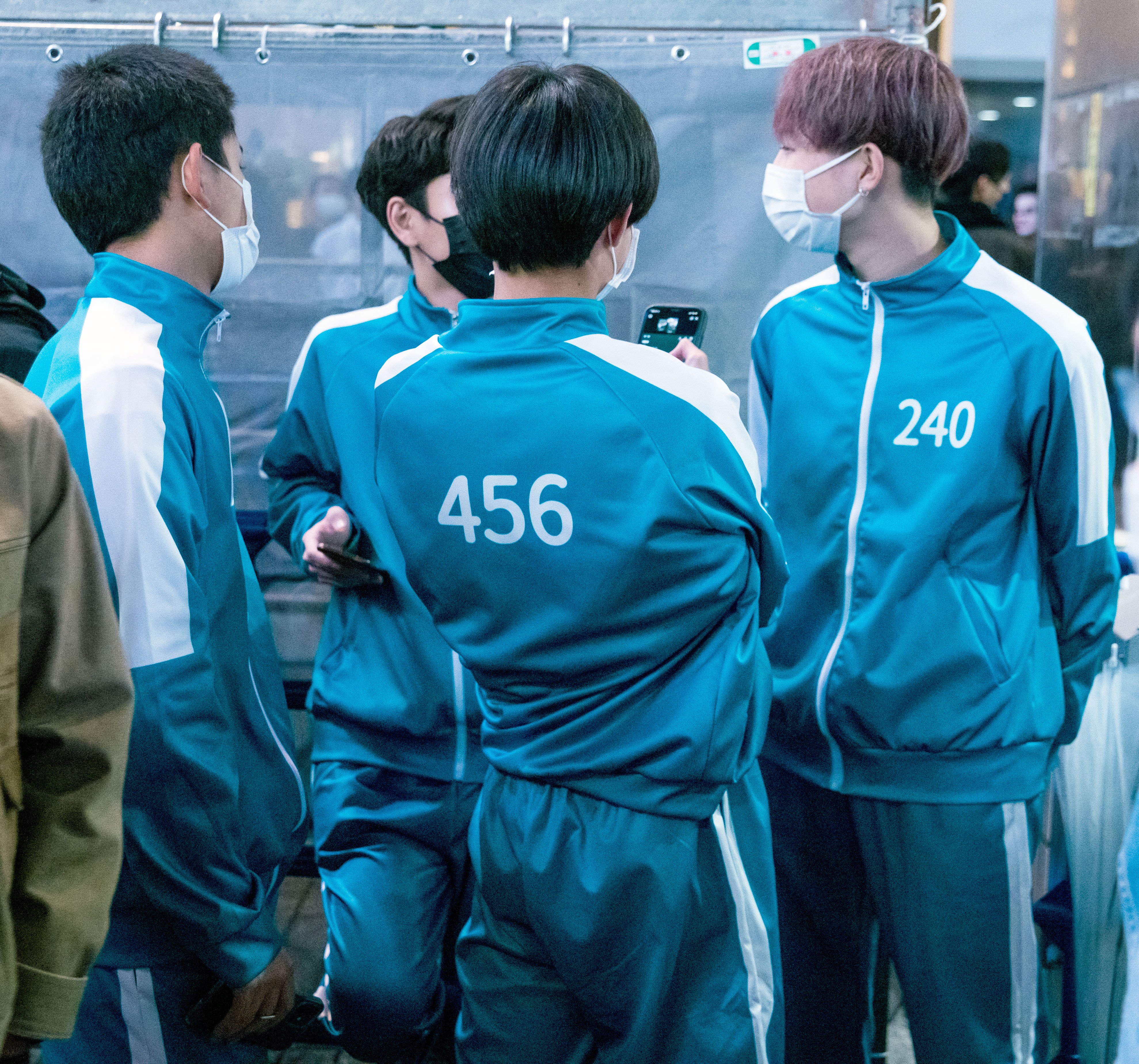
2021년 할로윈 시기 일본 도쿄의 오징어 게임 참가자 코스프레

오징어 게임의 인기로 작품에서 등장하는 놀이와 문화가 유행을 타기도 했다. 동영상 플랫폼 틱톡에서는 1화에서 등장하는 놀이인 무궁화 꽃이 피었습니다를 따라하는 것을 촬영한 영상들이 인기를 끌었고, 2021년 10월 4일에는 오징어 게임의 영어판 제목인 #Squid Game라는 해시태그로 올라온 영상들의 조회수가 237억 회에 이르기도 했다. G마켓을 기준으로 오징어 게임이 공개된 9월 17일부터 10월 4일까지의 달고나 판매량이 270% 증가했고, 아마존과 이베이에서는 상품 설명에 오징어 게임 장면을 삽입한 달고나 만들기 세트가 판매되기도 했다. 편의점 체인인 CU에서는 달고나를 만드는 데 필요한 설탕의 매출이 45% 상승했으며 거리에 잇따라 달고나 노점상이 등장하기도 했다. 10월 2일 프랑스 파리에서는 오징어 게임 체험관이 이틀 동안 운영되어 성황리에 마무리되기도 했다. 또한 생라면과 소주를 먹는 장면이 유행해서 라면업계 또한 매출이 올랐다. 이전에 《별에서 온 그대》의 인기로 치맥이, 《기생충》의 흥행으로 짜파구리가 관심을 받게 된 것과 같은 맥락으로 보인다.
한편 오징어 게임이 인기를 끌면서 촬영에 사용된 번호를 사전에 촬영용 번호가 아닌 일반 전화번호를 사용한 것이 문제가 되기도 했다. 1화에 등장한 명함의 전화번호가 촬영용 번호가 아닌 실제 일반인의 번호여서 해당 사용자는 하루 몇천 통씩 오는 장난전화로 인해 전화번호의 주인은 육체적 피로 뿐만 아니라 개인적인 일에 지장을 받기도 했다.

## 수상
| 연도 | 상                                | 분류                                                       | 후보                                      | 결과 | 참고 자료     |
| ---- | --------------------------------- | ---------------------------------------------------------- | ----------------------------------------- | ---- | ------------- |
| 2021 | 고섬 어워드                       | Breakthrough Series – Long Form                            | 오징어 게임 김지연, 황동혁, 제작 책임자들 | 수상 | [ 94 ] [ 95 ] |
| 2021 | 고섬 어워드                       | Outstanding Performance in a New Series                    | 이정재 성기훈 역                          | 후보 | [ 94 ] [ 95 ] |
| 2021 | Hollywood Music in Media Awards   | Score - TV Show/Limited Series                             | 정재일 오징어 게임                        | 수상 | [ 96 ]        |
| 2021 | 피플스 초이스상                   | Bingeworthy Show of the Year                               | 오징어 게임                               | 수상 | [ 97 ] [ 98 ] |
| 2021 | 로즈 도르                         | 드라마 프로그램                                            | 오징어 게임                               | 미정 | [ 99 ]        |
| 2021 | Critics' Choice Television Awards | Best Drama Series                                          | 오징어 게임                               | 미정 | [ 100 ]       |
| 2021 | Critics' Choice Television Awards | Best Actor in a Drama Series                               | 이정재 성기훈 역                          | 미정 | [ 100 ]       |
| 2021 | Critics' Choice Television Awards | Best Foreign Language Series                               | 오징어 게임                               | 미정 | [ 100 ]       |
| 2021 | AFI Awards                        | 특별상                                                     | 오징어 게임                               | 수상 | [ 101 ]       |
| 2021 | 제79회 골든 글로브상              | Best Performance by an Actor in a Television Series, Drama | 이정재                                    | 미정 | [ 102 ]       |
| 2021 | 제79회 골든 글로브상              | Best Television Series, Drama                              | 오징어 게임                               | 미정 | [ 102 ]       |
| 2021 | 제79회 골든 글로브상              | Best Supporting Actor, Television                          | 오영수                                    | 미정 | [ 102 ]       |
| 2022 | 제58회 《백상예술대상》           | 연출상                                                     | 황동혁                                    | 수상 |               |
| 2022 | 제58회 《백상예술대상》           | 예술상                                                     | 정재일 음악감독                           | 수상 |               |
| 2022 | 제58회 《백상예술대상》           | 대상                                                       | 《오징어 게임》                           | 수상 |               |
| 2022 | 에이판 스타 어워즈                | 남자 연기상                                                | 《허성태》                                | 수상 |               |

## 등급
영상물등급위원회에서 청소년 관람불가 판정을 받았으며, 높은 주제, 선정성, 폭력성, 대사 등이 상세 사유에 포함되어 있다.

## 후속작
9화를 담은 첫 시리즈의 각본과 제작으로 인한 스트레스로 인해 황 감독은 처음에 오징어 게임의 후속작을 각본하기 위한 즉각적인 계획은 처음에 없었다. 차기 스토리에 대해 잘 일구어진 계획은 없었으며 그가 후속작의 각본을 맡는다면 도움을 줄 각본가 직원과 감독들을 둘 것이라고 말했다. 드라마의 인기와 함께 황 감독은 나중에 시즌 2의 가능성에 관해 의견을 밝혔는데, CNN에서 한동안은 아무것도 확정된 것이 없지만 많은 사람들이 열렬히 환호해주어 시즌 2를 실제로 고려하고 있다고 언급했다. 황 감독은 타임스지와의 인터뷰에서 시즌 2는 프론트맨의 스토리, 그리고 경찰에 관한 이야기에 더 초점을 둘 것이라고 언급했다. 황 감독은 경찰 문제가 단지 한국에서만의 문제가 아니라며, 공권력이 매우 늦게 발휘되는 것이 전 세계적인 사안이고 충분히 빠르게 움직이지 않아 더 많은 희생이 있거나 상황이 더 악화된다고 이야기했다. 덧붙여 그는 수수께끼같은 프론트맨과 그의 형제인 경찰 황준호 간의 관계, 그리고 카메오로 등장한 공유가 맡은 판매원 캐릭터의 배경을 탐구하길 바랐다.
2021년 10월, 황 감독은 후속작에 관해 넷플릭스와 논의가 있었음을 언급했다. 그는 먼저 다른 영화를 제작하면서 추가적인 오징어 게임 시즌과 동시에 그가 제작할 추가 영화들을 넷플릭스와 계약하길 바란다고 언급했으며 이는 오징어 게임 제작자로만 알려지는 것을 피하기 위해서였다. 황 감독은 2021년 11월 언론 행사 중에 시즌 2의 사전 제작 작업이 시작되었음을 확언했으며 기훈 역인 이정재가 귀환한다고 언급하였다.

## 같이 보기
- 넷플릭스
- 오징어 (놀이)
- 줄다리기
- 구슬치기
- 무궁화 꽃이 피었습니다
- 달고나
- 딱지
- 징검다리 건너기
- 신이 말하는 대로

### 내용주
1. ↑  엔딩 크레딧에 준호 대역으로도 표기되어 있다.
2. ↑  엔딩 크레딧에 '대장가면'으로 표기되었다.
3. ↑  게임 전에 271번이 덕수패에 의해 사망한다.
4. ↑  10명씩 한 팀을 이루어서 진행한다.
5. ↑  게임 진행 전
병기(111번)가 사살당한다. 한미녀(212번)는 깍두기로 살아남는다.
6. ↑  게임 진행 전 강새벽이 조상우에게 피살당하여 2명이 되며, 조상우의 자살로 성기훈(456번) 생존 및 최종우승

1. ↑  그 형이 바로 오징어게임의 프론트맨이다
2. ↑  Following the bankruptcy of Lehman Brothers in September 2008 and as part of the financial crisis of 2007–2008, banks in South Korea had tried to help provide external investments to stabilize foreign currency rates. As the crisis worsened into 2009, these stabilization attempts had failed, causing a reversing of money from the country, and forcing banks to drastically increase interest rates and seek high-risk short-term loans made to citizens to try to recover.[38]

### 참조주
1. ↑  “Squid Game: the smash-hit South Korean horror is a perfect fit for our dystopian mood”. 《the Guardian》 (영어). 2021년 9월 30일. 2021년 10월 27일에 확인함.
2. ↑  Lee, Julie (2021년 8월 10일). “Squid Game invites you to deadly childhood games on September 17”. 《Netflix Media Center》. 2021년 8월 11일에 원본 문서에서 보존된 문서. 2021년 8월 12일에 확인함.
3. ↑  “Squid Game - (Korean Drama, 2020, 오징어게임)”. 《HanCinema》. 2021년 8월 11일에 원본 문서에서 보존된 문서. 2021년 8월 12일에 확인함.
4. ↑  “Korean series 'Squid Game' gives deadly twist to children's games”. 《ABS-CBN News》. 2021년 9월 15일에 원본 문서에서 보존된 문서. 2021년 9월 15일에 확인함.
5. ↑  Kim Ji-won (2021년 8월 11일). “전여빈 나나 류경수 '글리치' 촬영 중단 "보조출연자 코로나 확진"[공식]” [[Official] Lee Jung-jae X Park Hae-soo's 'Squid Game' to be released on Netflix on September 17th]. 《Ten Asia》 (Naver). 2021년 7월 25일에 원본 문서에서 보존된 문서. 2021년 8월 12일에 확인함.
6. ↑  Robinson, Jacob (2021년 8월 11일). “Netflix K-Drama Thriller 'Squid Game' Season 1: Coming to Netflix in September 2021”. 《What's on Netflix》. 2021년 8월 11일에 원본 문서에서 보존된 문서. 2021년 8월 12일에 확인함.
7. ↑  “신드롬 넘어 광풍…82개국 1위 올킬 '오징어게임' 인도만 남았다”. 2021년 10월 1일. 2021년 10월 1일에 확인함.
8. ↑  “‘오징어 게임’, 전 세계 1위 등극…인도서도 1위”. 2021년 10월 2일. 1872년 10월 3일에 확인함.
9. ↑  “Squid Game director confirms plan for second season of mega-hit TV show”. 《The Straits Times (Singapore)》. 2021년 11월 10일. 2021년 11월 10일에 확인함.
10. ↑  “'오징어게임' 미국 에미상 감독상·남우주연상…비영어권 최초(종합)”. 《연합뉴스》. 2022년 9월 13일. 2022년 9월 13일에 확인함.
11. 1 2  Moon Ji-yeon (2020년 3월 11일). “[공식] 이정재X박해수, 넷플릭스 '오징어게임' 주연 캐스팅” [[Official] Lee Jung-jae X Park Hae-soo]. Sports Chosun. 2021년 10월 3일에 원본 문서에서 보존된 문서. 2021년 9월 29일에 확인함 – Naver 경유.
12. ↑  마지막화에서 돈을 쓰지 않는데 이유는 그 돈이 사람을 죽이고 얻은 돈이라 콤플렉스로 인해 돈을쓰지 않고있다 마지막화 후반때 머리를 염색하면서 돈을 쓰게된다.
13. ↑  Kim Hyun-rok (2020년 6월 2일). “[단독]톱모델 정호연, '오징어게임' 여주인공...본격 연기 데뷔” [[Exclusive] Top model Jeong Ho-yeon, the female lead in 'Squid Game'...full-fledged acting debut]. SpoTV News. 2021년 10월 3일에 원본 문서에서 보존된 문서. 2021년 9월 29일에 확인함 – Naver 경유.
14. 1 2  Kim Yu-jin (2021년 8월 26일). “'오징어 게임' 오영수·위하준→허성태·김주령, 목숨 건 '일촉즉발' 서바이벌 참가” ['Squid Game' Oh Young-soo, Wi Ha-joon → Heo Seong-tae, Kim Joo-ryung participate in the life-threatening 'one-touch' survival]. X-sports News. 2021년 9월 29일에 원본 문서에서 보존된 문서. 2021년 9월 29일에 확인함 – Naver 경유.
15. ↑  Jeong Hee-yeon (2020년 6월 17일). “'오징어 게임' 허성태-위하준-김주령-정호연 캐스팅 확정 [공식]” ['Squid Game' Heo Seong-tae, Wi Ha-jun, Kim Joo-ryung, Jeong Ho-yeon casting confirmed [Official]]. Sports Donga. 2021년 9월 22일에 원본 문서에서 보존된 문서. 2021년 9월 29일에 확인함 – Naver 경유.
16. ↑  Jang Ah-reum (2020년 6월 2일). “[단독] 위하준, 넷플릭스 오리지널 '오징어 게임' 합류...이정재와 호흡” [[Exclusive] Ha-Jun Wi joins Netflix's original 'Squid Game'...Breathing with Lee Jung-jae]. News1. 2021년 9월 29일에 원본 문서에서 보존된 문서. 2021년 9월 29일에 확인함 – Naver 경유.
17. ↑  Jang, Ah-reum (2020년 6월 2일). “[단독] 허성태, 넷플릭스 '오징어 게임' 합류...대세 신스틸러 행보ing” [[Exclusive] Seongtae Heo joins Netflix's 'Squid Game'...Trending scene stealer]. News1. 2021년 9월 29일에 원본 문서에서 보존된 문서. 2021년 9월 29일에 확인함 – Naver 경유.
18. 1 2  Wi Geun-Woo (2021년 9월 24일). “중년 남성에 대한 연민에서만 일관적인, 마구잡이 서바이벌 '오징어게임' [위근우의 리플레이]” [The random survival 'squid game' consistent only with compassion for middle-aged men [Wee Geun-woo's replay]]. Kyunghyang Shinmun. 2021년 9월 29일에 원본 문서에서 보존된 문서. 2021년 9월 29일에 확인함 – Naver 경유.
19. ↑  Jeong Hye-yeon (2021년 9월 28일). “[팝업★]'오징어 게임 유리공' 이상희, 이정재 내공에 감탄.."스타는 달라"” [[Pop-up★] 'Squid Game Glass Ball' Lee Sang-hee, admiring Lee Jung-jae's work..."Stars are different"]. Herald Pop. 2021년 9월 29일에 원본 문서에서 보존된 문서. 2021년 9월 29일에 확인함 – Naver 경유.
20. ↑  “Squid Game Cast & Character Guide”. Screen Rant. 2021년 9월 23일. 2021년 9월 26일에 원본 문서에서 보존된 문서. 2021년 9월 28일에 확인함.
21. ↑  Sang Hyun-ho (2021년 9월 18일). “넷플릭스 '오징어 게임' 신스틸러 김주령-이유미, 과거 출연작 재조명” [Netflix's 'Squid Game' scene stealers Kim Joo-ryeong and Lee Yu-mi re-examine their past appearances]. 《Top Star News》. 2021년 9월 19일에 원본 문서에서 보존된 문서. 2021년 9월 29일에 확인함.
22. ↑  Choi Hee-jae (2021년 9월 2일). “이지하, '돼지의 왕' 출연 확정...김동욱과 母子 호흡 [공식입장]” [Lee Ji-ha confirmed to appear in 'The King of Pigs'...Kim Dong-wook and 母子 Breathing [Official Position]]. X-sports News. Paragraph 5. 2021년 9월 29일에 원본 문서에서 보존된 문서. 2021년 9월 29일에 확인함 – Naver 경유.
23. ↑  5단계에서 1번을 골랐기 때문에 죽을 수 있는 확률이 99%다.
24. ↑  General, Ryan (2021년 10월 1일). “Player 276 actor Christian Lagahit on his 'surreal' experience representing Filipinos in 'Squid Game'”. 《Yahoo News》 (영어). 2021년 10월 2일에 원본 문서에서 보존된 문서. 2021년 10월 23일에 확인함.
25. ↑  Singh, Surej (2021년 10월 4일). “This 'Squid Game' actor reveals he originally auditioned for the role of Ali”. 《NME》 (영어). 2021년 10월 25일에 원본 문서에서 보존된 문서. 2021년 10월 23일에 확인함.
26. ↑  Yoon Seol-hwa (2021년 9월 29일). “"10초 등장했을 뿐인데"...'오징어 게임' 속 가면남은 누구? [스타★샷]” ["It only appeared for 10 seconds"...who is the masked person in 'Squid Game'? [Star Shot]]. Sports World. 2021년 9월 29일에 원본 문서에서 보존된 문서. 2021년 9월 29일에 확인함 – Naver 경유.
27. 1 2 3 4  Heritage, Stuart (2021년 10월 19일). “'They didn't just pick us up off the street!' Meet the globally derided Squid Game VIPs”. 《The Guardian》. 2021년 10월 25일에 원본 문서에서 보존된 문서. 2021년 10월 19일에 확인함.
28. 1 2 3  “Who Are Squid Game's VIPs? Every Actor”. 《ScreenRant》 (미국 영어). 2021년 10월 7일. 2021년 11월 6일에 확인함.
29. ↑  엔딩 크레딧에 대장가면 대역으로도 올라와 있다.
30. ↑  Lee Ye-eun (2020년 7월 21일). “[공식입장] 공유 측 "넷플릭스 '오징어 게임' 특별 출연…'도가니' 감독과의 인연"” [[Official Position] Gong Yoo's side "Special appearance on Netflix's 'Squid Game'… A relationship with the director of 'The Crucible'"]. 《My Daily》 (Naver). 2020년 11월 1일에 원본 문서에서 보존된 문서. 2021년 8월 12일에 확인함.
31. ↑  “Squid Game's Cast Features a Mix of Korean Film Powerhouses and Up and Comers”. Esquire. 2021년 9월 23일. 2021년 9월 24일에 원본 문서에서 보존된 문서. 2021년 9월 28일에 확인함.
32. ↑  Kim Ji-won (2021년 8월 11일). “전여빈 나나 류경수 '글리치' 촬영 중단 "보조출연자 코로나 확진"[공식]” [[Official] Lee Jung-jae X Park Hae-soo's 'Squid Game' to be released on Netflix on September 17th]. 《Ten Asia》 (Naver). 2021년 7월 25일에 원본 문서에서 보존된 문서. 2021년 8월 12일에 확인함.
33. ↑  Robinson, Jacob (2021년 8월 11일). “Netflix K-Drama Thriller 'Squid Game' Season 1: Coming to Netflix in September 2021”. 《What's on Netflix》. 2021년 8월 11일에 원본 문서에서 보존된 문서. 2021년 8월 12일에 확인함.
34. 1 2 3  이지영 (2021년 10월 1일). “말도 안된다했는데…'오징어게임' 10년만에 빛본 슬픈 이유”. 《중앙일보》. 2021년 10월 5일에 확인함.
35. 1 2  김정진 (2021년 10월 2일). “"'오징어 게임' 세트장, 한국적 동화 만들기 위한 도전"”. 《연합뉴스》. 2021년 10월 5일에 확인함.
36. 1 2 3 4  Jefferies, Stuart (2021년 10월 26일). “Squid Game's creator: 'I'm not that rich. It's not like Netflix paid me a bonus'”. 《The Guardian》. 2021년 10월 26일에 확인함.
37. ↑  Hersko, Tyler (2021년 10월 10일). “'Squid Game' Director on the Show's Massive Global Success, Its Themes, and a Potential Sequel”. 《Indie Wire》. 2021년 10월 28일에 확인함.
38. ↑  Kim, Kyungsoo (October 19–20, 2009). 〈Global Financial Crisis and the Korean Economy〉 (PDF).   Glick, Reuven Glick; Spiegel, Mark M. 《Asia Economic Policy Conference》. 277–284쪽.
39. 1 2 3 4 5 6  “황동혁 감독이 말하는 <오징어 게임>의 관람 포인트”. Cine 21. 2021년 9월 16일. 2021년 10월 2일에 원본 문서에서 보존된 문서. 2021년 10월 2일에 확인함.
40. ↑  Frater, Patrick (2021년 9월 24일). “'Squid Game' Director Hwang Dong-hyuk on Netflix's Hit Korean Series and Prospects for a Sequel (EXCLUSIVE)”. 《Variety.com》. 2021년 10월 8일에 원본 문서에서 보존된 문서. 2021년 10월 7일에 확인함.
41. 1 2 3 4 5  Brzeski, Patrick (2021년 10월 13일). “'Squid Game' Creator Hwang Dong-hyuk Talks Season 2, Show's Deeper Meaning”. 《The Hollywood Reporter》. 2021년 10월 13일에 원본 문서에서 보존된 문서. 2021년 10월 13일에 확인함.
42. ↑  “'오징어 게임' 황동혁 감독 "세계적 인기 비결은 심플함"”. SBS TV. 2021년 9월 28일. 2021년 10월 18일에 원본 문서에서 보존된 문서. 2021년 10월 18일에 확인함.
43. 1 2 3 4  Frater, Patrick (2021년 9월 24일). “'Squid Game' Director Hwang Dong-hyuk on Netflix's Hit Korean Series and Prospects for a Sequel”. 《Variety》. 2021년 9월 26일에 원본 문서에서 보존된 문서. 2021년 9월 25일에 확인함.
44. 1 2 3  “"오징어게임 시즌2? 힘들어서 당분간은…" 황동혁 감독 인터뷰”. Chosun ilbo. 2021년 9월 28일. 2021년 9월 29일에 원본 문서에서 보존된 문서. 2021년 9월 29일에 확인함.
45. 1 2 3 4  Yoon, Dasl; Martin, Timothy W. (2021년 10월 2일). “Netflix's 'Squid Game' Is the Dystopian Hit No One Wanted—Until Everyone Did”. 《The Wall Street Journal》. 2021년 10월 2일에 원본 문서에서 보존된 문서. 2021년 10월 2일에 확인함.
46. 1 2  Paris, Martine (2021년 10월 2일). “Everything to know about 'Squid Game', the surprise Netflix hit series”. 《Fortune》. 2021년 10월 2일에 원본 문서에서 보존된 문서. 2021년 10월 3일에 확인함.
47. ↑  Adalain, Josef (2021년 9월 30일). “Planet Squid Game”. 《Vulture》. 2021년 10월 3일에 원본 문서에서 보존된 문서. 2021년 10월 4일에 확인함.
48. 1 2  Lao, Yvonne (2021년 10월 21일). “Netflix exec behind 'Squid Game' wants to invest more in the 'K-Wave'—and hints at a possible season 2”. 《Fortune》. 2021년 10월 25일에 원본 문서에서 보존된 문서. 2021년 10월 21일에 확인함.
49. 1 2 3  “DIRECTOR HWANG DONG-HYUK TO PRODUCE NEW KOREAN ORIGINAL SERIES, ROUND SIX”. 《Netflix》. 2019년 9월 2일. 2021년 7월 20일에 원본 문서에서 보존된 문서. 2021년 8월 12일에 확인함.
50. 1 2  Hersko, Tyler (2021년 10월 10일). “'Squid Game' Director on the Show's Massive Global Success, Its Themes, and a Potential Sequel”. 《Yahoo! News》. 2021년 10월 10일에 원본 문서에서 보존된 문서. 2021년 10월 10일에 확인함.
51. 1 2  Brzeski, Patrick (2021년 10월 11일). “'Squid Game': Netflix's Top Exec in Asia Explains the Show's Huge Global Appeal”. 《The Hollywood Reporter》. 2021년 10월 25일에 원본 문서에서 보존된 문서. 2021년 10월 14일에 확인함.
52. 1 2 3  Sit, Jane; Kang, Liz (2021년 10월 7일). “'Squid Game' director Hwang Dong-hyuk: 'This is a story about losers'”. 《CNN》. 2021년 10월 8일에 원본 문서에서 보존된 문서. 2021년 10월 8일에 확인함.
53. ↑  Seo Jeong-min (2021년 9월 29일). “"'오징어 게임' 속 달고나 뜬다고 농담했는데 진짜 떠서 얼떨떨"” ["I joked that dalgona in 'Squid Game' was floating, but I was really shocked."]. 《Hankyoreh Newspaper》. 2021년 9월 29일에 원본 문서에서 보존된 문서. 2021년 10월 2일에 확인함.
54. ↑  Lee Jeong-yeon (2021년 8월 6일). “'고요의 바다' '오징어게임'…넷플릭스 대작들 개봉박두'” ['Squid Game'... Netflix's blockbuster releases]. 《Sports Donga》 (Naver). 2021년 8월 11일에 원본 문서에서 보존된 문서. 2021년 8월 12일에 확인함.
55. 1 2  Park, Hanna (2021년 10월 7일). “Inside the real kids' games in 'Squid Game'”. 《NBC News》. 2021년 10월 8일에 원본 문서에서 보존된 문서. 2021년 10월 7일에 확인함.
56. ↑  Gyu-lee, Lee (2021년 9월 30일). “As big as BTS: Squid Game director on why Netflix thriller's global success is not a surprise – 'the most Korean is the most universal'”. 《South China Morning Post》. 2021년 10월 2일에 원본 문서에서 보존된 문서. 2021년 10월 3일에 확인함.
57. ↑  “'오징어 게임' 황동혁 감독 "이정재 이미지 망가뜨리고 싶어 캐스팅"”. Hankook Ilbo. 2021년 9월 15일. 2021년 10월 2일에 원본 문서에서 보존된 문서. 2021년 10월 2일에 확인함.
58. 1 2  Cho, EK (2021년 9월 29일). “'Squid Game' Director Hwang Dong Hyuk Talks About Gi Hun's Red Hair, Possible Season 2 and Star-studded Cameos”. 《Zapzee》. 2021년 10월 8일에 원본 문서에서 보존된 문서. 2021년 10월 5일에 확인함.
59. ↑  Jo Ji-young (2021년 10월 1일). “[인터뷰①] 정호연 "뉴욕서 진심 담아 찍은 오디션 영상→캐스팅 후 부담감 몰려와"('오징어게임')” [[Interview ①] Jeong Ho-yeon "Audition video taken in New York with sincerity → The pressure comes after casting" ('Squid Game')]. Sports Chosun. 2021년 10월 2일에 원본 문서에서 보존된 문서. 2021년 10월 2일에 확인함 – Naver 경유.
60. ↑  Tae Yu-na (2021년 10월 1일). “'오징어게임' 정호연 "첫 연기 도전, 심리적 부담 컸죠" [인터뷰②]” ['Squid Game' Jeong Ho-yeon "My first acting challenge was a great psychological burden" [Interview ②]]. Ten Asia. 2021년 10월 2일에 원본 문서에서 보존된 문서. 2021년 10월 2일에 확인함 – Naver 경유.
61. ↑  Chen, Heather (2021년 10월 6일). “A Shout-Out to Ali, a Character Too Pure for the Dark Humanity in 'Squid Game'”. 《www.vice.com》 (영어). 2021년 10월 8일에 원본 문서에서 보존된 문서. 2021년 10월 7일에 확인함.
62. ↑  Jeong Hee-yeon (2020년 6월 17일). “'오징어 게임' 허성태-위하준-김주령-정호연 캐스팅 확정 [공식]” ['Squid Game' Casting Confirmed [Official]]. 《Sports Donga》. 2021년 12월 5일에 원본 문서에서 보존된 문서. 2021년 8월 12일에 확인함.
63. ↑  Ramachandran, Naman (2021년 10월 8일). “'Squid Game' Star Anupam Tripathi on Netflix's Global Phenomenon: 'This Was Just The Starting Point'”. 《Variety》. 2021년 10월 8일에 원본 문서에서 보존된 문서. 2021년 10월 8일에 확인함.
64. ↑  Julians, Joe (2021년 10월 4일). “Where was Squid Game filmed?”. 《Radio Times》. 2021년 10월 25일에 원본 문서에서 보존된 문서. 2021년 10월 15일에 확인함.
65. ↑  “오징어게임 촬영지 옹진군 '선갑도'…관광은 못 간다고?”. Money today. 2021년 10월 9일. 2021년 10월 11일에 원본 문서에서 보존된 문서. 2021년 10월 10일에 확인함.
66. ↑  Lee Ho-jae (2021년 10월 2일). “"오징어게임, 동화적 공간서 비극 연출...충격 극대화"” ["The squid game, directing a tragedy in a fairy tale space..."Maximize Impact"]. Donga Ilbo. 2021년 10월 2일에 원본 문서에서 보존된 문서. 2021년 10월 2일에 확인함 – Naver 경유.
67. 1 2 3  McGrath, Katherine (2021년 11월 2일). “Squid Game’s Production Designer Shares the Story Behind All of Those Art References”. 《Architectural Digest》. 2021년 11월 4일에 확인함.
68. 1 2 3 4  Hewitt, Zoe (2021년 10월 15일). “'Squid Game': How the Show's Larger-Than-Life Set Design Came Together”. 《Variety》. 2021년 10월 25일에 원본 문서에서 보존된 문서. 2021년 10월 15일에 확인함.
69. 1 2  Villei, Matt (2021년 10월 9일). “Watch: Go Behind-the-Scenes on Every Game in 'Squid Game'”. 《Collider》. 2021년 10월 9일에 원본 문서에서 보존된 문서. 2021년 10월 11일에 확인함.
70. ↑  오원석 (2021년 9월 27일). “'오징어게임' 공포의 영희, 어디있나 했더니…박물관에 보관”. 《중앙일보》. 2021년 10월 5일에 확인함.
71. 1 2 3  Beek, Michael (2021년 10월 18일). “Squid Game soundtrack: what pieces of classical music are used in Squid Game and who composed the score?”. 《BBC Music Magazine》. 2021년 10월 25일에 원본 문서에서 보존된 문서. 2021년 10월 19일에 확인함.
72. 1 2 3  “'기생충' 이어 '오징어게임'까지…정재일 음악감독 "어안이 벙벙"”. Dong-A. 2021년 10월 10일. 2021년 10월 10일에 원본 문서에서 보존된 문서. 2021년 10월 21일에 확인함.
73. ↑  Messina, Victoria (2021년 10월 15일). “Meet Joo Won Shin, the Korean Singer Behind Squid Game's Haunting "Fly Me to the Moon" Cover”. 《Popsugar》. 2021년 10월 25일에 원본 문서에서 보존된 문서. 2021년 10월 19일에 확인함.
74. ↑  “소고·리코더로 '오징어 게임' 결투음악 만든 정재일"337박수가 기초"”. JoongAng. 2021년 9월 30일. 2021년 9월 30일에 원본 문서에서 보존된 문서. 2021년 10월 21일에 확인함.
75. ↑  “오징어게임 OST”. 《melon》.
76. ↑  “오징어게임 OST” [Squid Game OST]. Genie Music. Stone Music Entertainment. 2021년 9월 26일에 원본 문서에서 보존된 문서. 2021년 9월 17일에 확인함 – Melon 경유.
77. ↑  “오징어 게임 OP” [Squid Game OST]. 《Melon》. 2021년 9월 17일에 확인함.
78. ↑  “BEWARE! The 10-foot-tall freaky doll from Netflix series 'Squid Game' now in PH”. 《Manila Bulletin》. 2021년 9월 22일. 2021년 9월 26일에 원본 문서에서 보존된 문서. 2021년 9월 22일에 확인함.
79. ↑  Kim, Hae-yeon (2021년 9월 25일). “'Squid Game' pop-up set to close amid concerns on quarantine rules raised”. 《The Korea Herald》 (영어). 2021년 9월 29일에 원본 문서에서 보존된 문서. 2021년 9월 30일에 확인함.
80. ↑  “Squid Game : la nouvelle série coréenne à succès de Netflix”. 《Le petit journal》. 2021년 10월 3일. 2021년 10월 4일에 원본 문서에서 보존된 문서. 2021년 10월 4일에 확인함.
81. ↑  “프랑스도 '오징어 게임' 열풍…프랑스 파리 팝업스토어 인산인해”. Yonhap news. 2021년 10월 4일. 2021년 10월 4일에 원본 문서에서 보존된 문서. 2021년 10월 4일에 확인함.
82. ↑  “Netflix organiseert Squid Game-speeldagen in Nederland”. 《Algemeen Dagblad》 (네덜란드어). 2021년 10월 15일. 2021년 10월 15일에 원본 문서에서 보존된 문서. 2021년 10월 17일에 확인함.
83. ↑  “Honderden fans van Squid Game spelen in Rotterdam spel uit de serie” (네덜란드어). NU.nl. 2021년 10월 17일. 2021년 10월 25일에 원본 문서에서 보존된 문서. 2021년 10월 17일에 확인함.
84. ↑  “Totale gekte in centrum Rotterdam: iedereen wil meedoen aan Squid Game”. 《Algemeen Dagblad》 (네덜란드어). 2021년 10월 17일. 2021년 10월 18일에 원본 문서에서 보존된 문서. 2021년 10월 17일에 확인함.
85. ↑  ““‘오징어 게임의 나라’ 한국에서 달고나 먹고파” 해외에선 지금”.
86. ↑  “'오징어게임' 등장한 삼양라면, MZ세대와 소통 강화”. 스포츠서울. 2021년 10월 28일. 2021년 10월 31일에 확인함.
87. ↑  “"Squid Game" faces controversy over English subtitle translations”. 《Salon》 (영어). 2021년 10월 5일. 2021년 10월 9일에 원본 문서에서 보존된 문서. 2021년 10월 9일에 확인함. "Squid Game" has drawn both critical acclaim and a massive global audience.
88. ↑  “Squid Game: Season 1 (2021)”. 《로튼 토마토》. 판당고 미디어. October 31, 2021에 확인함.
89. ↑  "Squid Game". 《메타크리틱》. 레드 벤처스. Retrieved October 24, 2021.
90. ↑  이해준 (2021년 10월 4일). “무궁화꽃 놀이하는 외국인…"오징어게임이 틱톡 바꿔놨다" [영상]”. 《중앙일보》. 2021년 10월 5일에 확인함.
91. ↑  이지윤; 김하경 (2021년 10월 4일). “오징어게임 인기에 지구촌 ‘달고나’ 열풍…“매대서 품절” 설탕 판매도 ↑”. 《동아일보》. 2021년 10월 5일에 확인함.
92. ↑  김영규 (2021년 9월 24일). “넷플릭스 오징어게임 인기에 전화번호 주인은 '골머리'”. 《국제뉴스》. 2021년 10월 5일에 확인함.
93. ↑  홍의표 (2021년 9월 24일). “[탐정M] '오징어 게임' 때문에 '전화폭탄'‥"넷플릭스, 대화중이라고 거짓말까지"”. 2021년 9월 30일에 확인함.
94. ↑  Andreeva, Nellie (2021년 10월 21일). “'Squid Game' Gets First Awards Recognition With Two Gotham Nominations”. 《Deadline.com》. 2021년 10월 25일에 원본 문서에서 보존된 문서. 2021년 10월 21일에 확인함.
95. ↑  Goldsmith, Jill (2021년 11월 29일). “Gotham Awards: ‘Squid Game’, ‘Reservation Dogs’ Win Breakthrough TV Awards”. 《Deadline.com》. 2021년 11월 29일에 확인함.
96. ↑  Willman, Chris (2021년 11월 18일). “Hollywood Music in Media Awards Honor Billie Eilish, Hans Zimmer, Nicholas Britell, Rufus Wainwright and More”. 《Variety》. 2021년 12월 2일에 확인함.
97. ↑  Crist, Allison (2021년 10월 27일). “2021 People's Choice Awards: Complete List of Nominees”. 《eonline》. 2021년 10월 27일에 확인함.
98. ↑  Complex, Valerie (2021년 12월 7일). “People’s Choice Awards Winner’s List: ‘Black Widow’ Movie of the Year; Halle Berry, Christina Aguilera Take Home Icon Awards”. 《Deadline.com》. 2021년 12월 7일에 확인함.
99. ↑  Southern, Keiran (2021년 11월 3일). “Bridgerton and Squid Game among nominees for Rose d'Or Awards”. 《PA Media》. 2021년 11월 3일에 확인함 – en:Yahoo News 경유.
100. ↑  Pedersen, Eric (2022년 12월 6일). “Critics Choice TV Nominations: ‘Succession’ Leads Field As HBO Edges Netflix”. 《Deadline.com》. 2021년 12월 6일에 확인함.
101. ↑  “Announcing 2021 AFI AWARDS Honorees”. 《AFI》. 2021년 12월 8일. 2021년 12월 10일에 확인함.
102. ↑  “Golden Globes 2022: The Complete Nominations List”. Variety. 2021년 12월 13일에 확인함.
103. ↑  영상물등급위원회 등급정보 확인
104. ↑  Cuttle, Jade (2021년 10월 4일). “Squid Game's Jung Ho-yeon: 'The most powerful lesson I learnt was to have faith in humanity'”. 《The Times》. 2021년 10월 4일에 원본 문서에서 보존된 문서. 2021년 10월 4일에 확인함.
105. ↑  “Squid Game director Hwang Dong-hyuk shares plans for second season”. 《The Straits Times (Singapore)》. 2021년 10월 10일. 2021년 10월 10일에 원본 문서에서 보존된 문서. 2021년 10월 10일에 확인함.
106. ↑  Egan, Toussaint (2021년 11월 9일). “Squid Game creator confirms season 2, return of main character Seong Gi-hun”. 《Polygon》. 2021년 11월 9일에 확인함.
107. ↑  “Squid Game series two confirmed by creator Hwang Dong-hyuk after South Korean show's record Netflix success”. 《Sky News》 (영어). 2021년 11월 10일에 확인함.
108. ↑  “Squid Game director confirms plan for second season of mega-hit TV show”. 《The Straits Times (Singapore)》. 2021년 11월 10일. 2021년 11월 10일에 확인함.